# الكسندر إيفانز (سياسي)
الكسندر إيفانز (بالإنجليزية: Alexander Evans)‏ هو محامي وسياسي أمريكي، ولد في 13 سبتمبر 1818 في إلكتون في الولايات المتحدة، وتوفي في 5 ديسمبر 1888. حزبياً، نشط في حزب اليمين. وقد انتخب عضو مجلس النواب الأمريكي (4 مارس 1847 – 3 مارس 1853).